# فاتن أمل حربي (مسلسل)
فاتن أمل حربي هو مسلسل تلفزيوني مصري عُرض في شهر رمضان عام 1443 هـ (2 أبريل 2022م)، من بطولة نيللي كريم وشريف سلامة ومحمد الشرنوبي وخالد سرحان ومحمد ثروت، من تأليف إبراهيم عيسى ومن إخراج محمد جمال العدل، يناقش المسلسل العديد من القضايا، منها الزواج العرفي والزواج الرسمي وقانون الأحوال الشخصية المصري، وغيرهما من القضايا التي تهم المرأة.

## قصة المسلسل
تدور الأحداث في إطار اجتماعي درامي، حول مأساة "فاتن"، مع زوجها ومشاكلها الزوجية معه لتقرر الانفصال عنه، ظنًا منها أنها نجحت في القضاء على مشكلاتها، لكنها تواجه أزمات أخرى ببعض بنود قانون الأحوال الشخصية، والتي تقرر حرمانها من ابنتيها في حال زواجها من شخص أخر، ومن ثم تتصاعد الأحداث.

## طاقم التمثيل
- نيللي كريم: (فاتن أمل حربي)
- شريف سلامة: (سيف الدندراوي)
- محمد الشرنوبي: (الشيخ يحيى)
- خالد سرحان: (المستشار داود شتا)
- محمد ثروت: (شكيب المحامي)
- هالة صدقي: (ميسون)
- فادية عبد الغني: (نظيمة - والدة سيف)
- محمد التاجي: (شفيع)
- يارا جبران: (ضيفة شرف)
- لمياء الأمير: (ضيفة شرف)
- أحمد صادق: (ضيف شرف)
- شريهان أبو الحسن: (بنفسها)
- بثينة كامل: (رجاء - ظهور خاص)
- جيلان علاء: (راندا)
- هبة كامل
- أحمد ماجد
- جمال يوسف: (حسين)
- أحمد طلعت
- راندا المهندس
- حاتم صلاح
- نجلاء يونس
- همسة إمام
- باسم حكيم
- روجينا صفوت
- شهد سامي
- ريتال ظاظا
- فيروز

## فريق العمل
- إخراج: محمد جمال العدل
- تأليف: إبراهيم عيسى
- اشترك في الكتابة: خالد كساب، عاليا عبد الرؤوف
- إنتاج: العدل جروب (جمال العدل)
- مدير التصوير: محمود يوسف
- مونتاج: رانيا المنتصر بالله
- موسيقى تصويرية: خالد الكمار

## أغنية المقدمة
- غناء: أنغام
- كلمات: مدحت العدل
- ألحان: أحمد العدل
- توزيع: نادر حمدي

## الدعاية
في فبراير 2022 نشرت الشركة المنتجة البوستر الدعائى الأول للعمل للترويج قبل عرضه.

## وصلات خارجية
- فاتن أمل حربي على موقع قاعدة بيانات الأفلام العربية